# فينسادي (ستافروبول)
فينسادي (بالروسية: Винсады) هي مدينة في مقاطعة ستافروبول كراي في روسيا.
يبلغ عدد سكانها حوالي 8700   نسمة.